# Rudie H. Kuiter

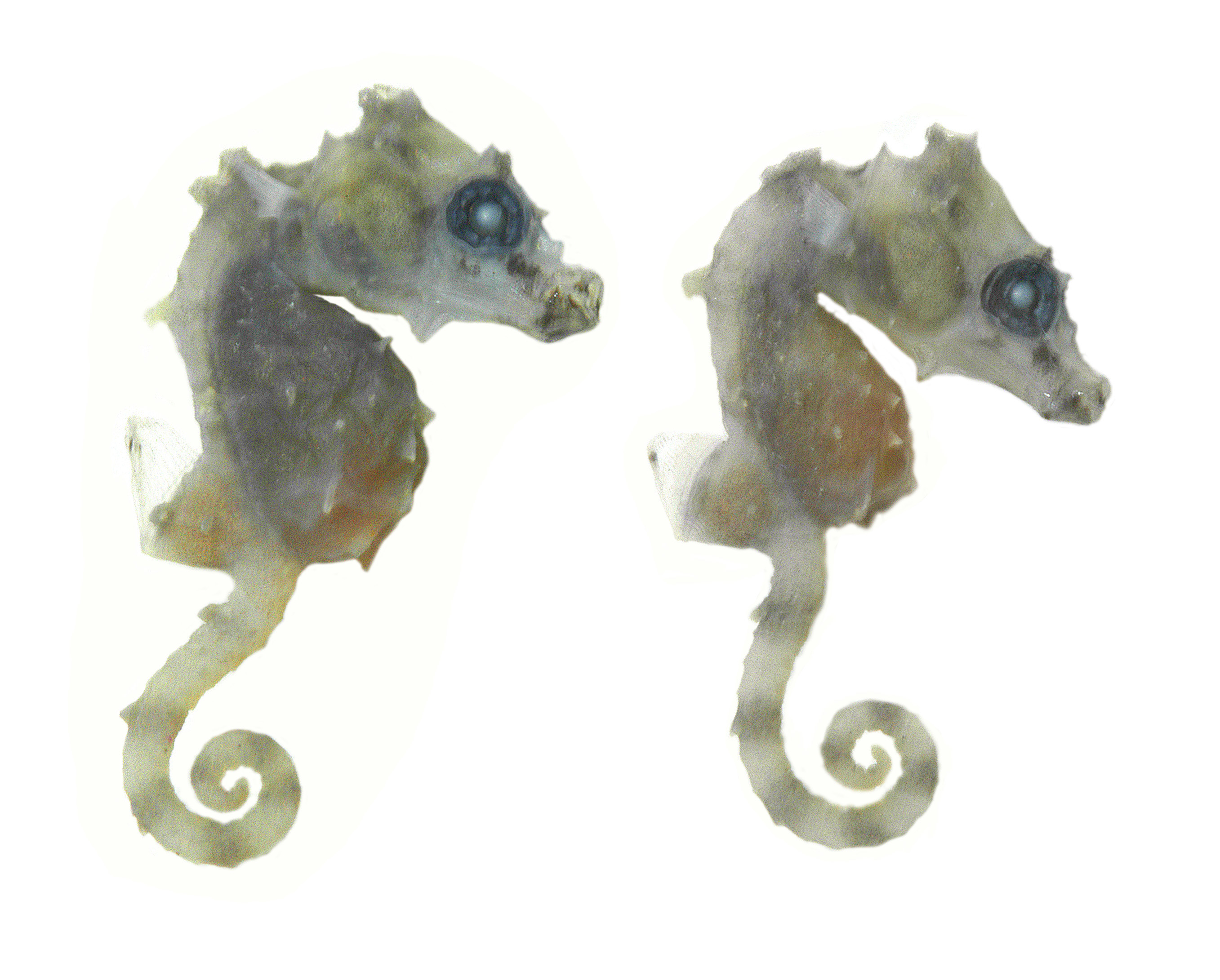
Foto der Typusexemplare von Hippocampus satomiae aus der Erstbeschreibung von Rudie H. Kuiter.

Rudie Hermann Kuiter (* 1943 in Amersfoort) ist ein australischer Unterwasserfotograf.

## Leben und Karriere
Kuiter wurde 1943 in Amersfoort in den Niederlanden geboren und wanderte 1964 nach Australien aus, wo er mit dem Tauchen und der Unterwasser-Fotografie anfing. Zunächst arbeitete er als Elektroniker und tauchte in seiner Freizeit. Ab 1980 wurde sein Hobby zum Beruf. Er wurde Mitarbeiter des Australian Museum in Sydney und begann, zunächst zusammen mit Ichthyologen, wissenschaftliche Artikel über Fische, vor allem über Seepferdchen zu veröffentlichen. Er beschrieb mehrere neue Seepferdchenarten. Seine Unterwasserfotos werden weltweit in Büchern und Zeitschriften abgedruckt. Fünf Fischarten und eine Gattung wurden zu Ehren Kuiters benannt, der Riffbarsch Chrysiptera kuiteri, der Klippfisch Heteroclinus kuiteri, der Schildfisch Kopua kuiteri, der Lippfisch Macropharyngodon kuiteri, der Leierfisch Synchiropus kuiteri und die Anglerfischgattung Kuiterichthys.
Neben seiner ichthyologischen Arbeit beschäftigt sich Kuiter mit Orchideen und Ornithologie.

## Bibliografie
- Rudie H. Kuiter: Seepferdchen, Seenadeln, Fetzenfische und ihre Verwandten. 2001, Verlag Eugen Ulmer, Stuttgart, ISBN 3-8001-3244-3.
- Rudie H. Kuiter: Revision of the Australian Seahorses of the Genus Hippocampus (Syngnathiformes: Syngnathidae) with Descriptions of Nine New Species, Records of the Australian Museum (2001) Vol. 53: 293–340. ISSN 0067-1975
- Rudie H. Kuiter: Lippfische. Ulmer, Stuttgart 2002, ISBN 3-8001-3973-1.
- Helmut Debelius, Rudie H. Kuiter: Doktorfische und ihre Verwandten. Ulmer, Stuttgart 2002, ISBN 3-8001-3669-4.
- Helmut Debelius, Rudie H. Kuiter: Kaiserfische, 2003, Ulmer Verlag, ISBN 3-8001-4458-1.
- Rudie H. Kuiter, Helmut Debelius: Atlas der Meeresfische. Kosmos Verlag, 2006, ISBN 3-440-09562-2.
- Rudie H. Kuiter, Helmut Debelius: Nacktschnecken der Weltmeere: 1200 Arten weltweit. Kosmos Verlag, 2007, ISBN 3-440-11133-4.
- Rudie H. Kuiter: Seahorses and their relatives. Aquatic Photographics, 2009, ISBN 978-0-9775372-1-1.
- Rudie H. Kuiter, Helmut Debelius: Atlas der wirbellosen Meerestiere: Weichtiere, Würmer, Stachelhäuter, Krebstiere. Kosmos Verlag, 2009, ISBN 3-440-11042-7.